# Pseudocannaboides andringitrensis
Pseudocannaboides andringitrensis är en växtart som är ensam art i släktet Pseudocannaboides i familjen flockblommiga växter.
Arten är en perenn ört som förekommer på Madagaskar. Den beskrevs som Heteromorpha andringitrensis av Jean-Henri Humbert 1956, och fick sitt nu gällande namn av Ben-Erik van Wyk 1999.